# Drosophila barutani
Drosophila barutani är en tvåvingeart som beskrevs av Hide-aki Watabe och Liang 1990. Drosophila barutani ingår i släktet Drosophila och familjen daggflugor.
Artens utbredningsområde är provinsen Yunnan i Kina.